# Rubião Júnior
Rubião Júnior é um distrito do município brasileiro de Botucatu, no interior do estado de São Paulo.

## História

### Origem
O povoado que deu origem ao distrito se desenvolveu ao redor da estação ferroviária Capão Bonito, inaugurada pela Companhia União Sorocabana e Ituana em 05/03/1897.
Em janeiro de 1917 a denominação original Capão Bonito, nome de uma fazenda próxima, foi alterada para a atual por determinação de Tavares de Lima, então Ministro da Viação, em homenagem a João Álvares Rubião Júnior.

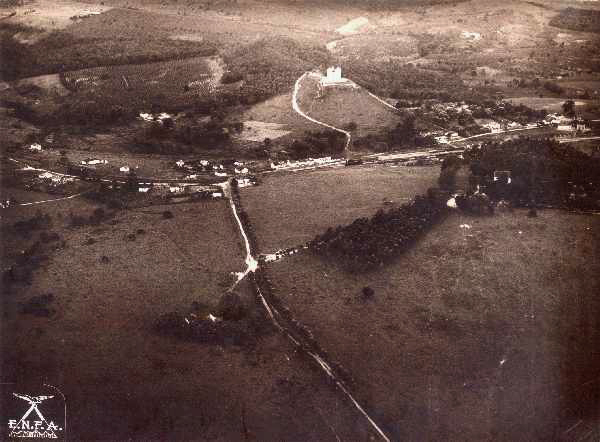
Vista aérea (1940).

### Desenvolvimento
Em 1948 inicia-se a construção de um prédio em Rubião Júnior que seria um sanatório para o tratamento de tuberculose. Com a criação da Faculdade de Ciências Médicas e Biológicas de Botucatu (FCMBB) em 1963, o prédio foi progressivamente adaptado para atender às necessidades básicas da Faculdade.
A necessidade de um espaço para o treinamento clínico dos alunos da medicina foi identificada, e assim, atividades de ensino e pesquisa passaram a ser desenvolvidas no local. Em 1967 é instalado o Hospital das Clínicas de Botucatu.
A partir de 1976 as faculdades da FCMBB foram integradas a UNESP, dando origem a Faculdade de Medicina de Botucatu, da qual passou a fazer parte também o Hospital das Clínicas, o que trouxe grande impulso ao desenvolvimento do distrito.

### Formação administrativa
- Distrito criado pela Lei n° 5.285 de 18/02/1959, com sede no povoado de Rubião Júnior e com território desmembrado do distrito da sede do município de Botucatu[5][6].

### Pedido de emancipação
O distrito tentou a emancipação político-administrativa e ser elevado à município, através de processo que deu entrada na Assembléia Legislativa do Estado de São Paulo no ano de 1999, mas o processo encontra-se com a tramitação suspensa.

## Geografia

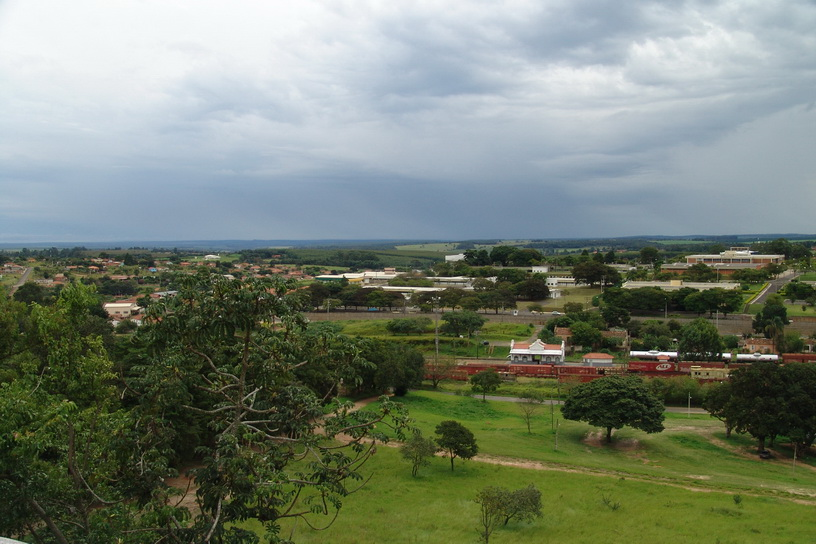
O distrito visto do mirante.

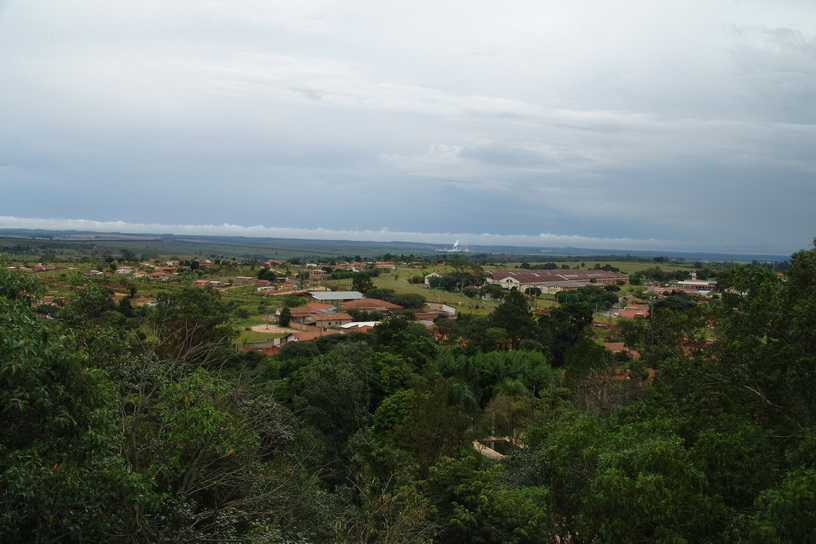
Vista do distrito.

### Demografia

#### População urbana
| Crescimento população urbana | Crescimento população urbana | Crescimento população urbana | Crescimento população urbana |
| Censo                        | Pop.                         |                              | %±                           |
| ---------------------------- | ---------------------------- | ---------------------------- | ---------------------------- |
| 1960                         | 506                          |                              | —                            |
| 1970                         | 524                          |                              | 3,6%                         |
| 1980                         | 786                          |                              | 50,0%                        |
| 1991                         | 2 003                        |                              | 154,8%                       |
| 2000                         | 3 929                        |                              | 96,2%                        |
| 2010                         | 4 886                        |                              | 24,4%                        |
| Fonte: IBGE e Fundação SEADE |                              |                              |                              |

#### População total
Pelo Censo 2010 (IBGE) a população total do distrito era de 6 474 habitantes.

### Área territorial
A área territorial do distrito é de 446,360 km².

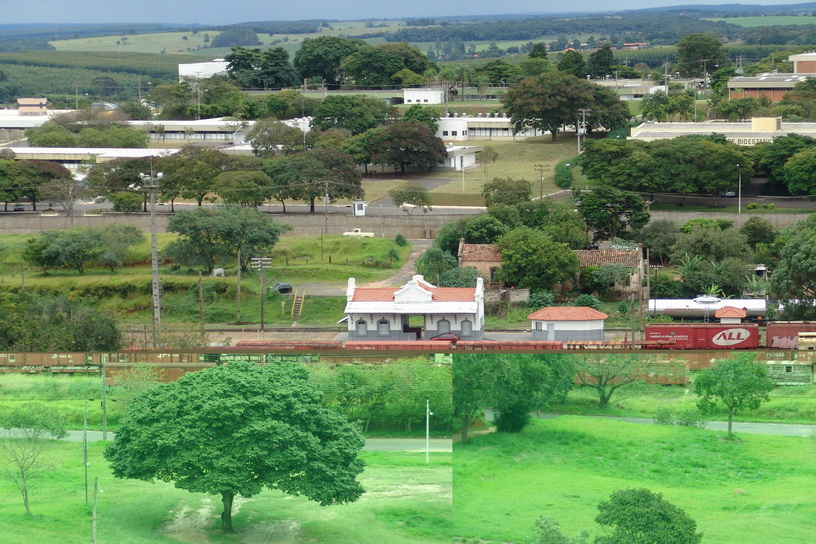
Estação ferroviária.

### Rodovias
O acesso à Rubião Júnior, a partir de Botucatu, é através das rodovias Antonio Butignolli e Domingos Sartori, ambas com acesso direto pela Rodovia Marechal Rondon (SP-300).

### Ferrovias
Pátio Rubião Júnior (ZRJ) da Linha Tronco (Estrada de Ferro Sorocabana) e Ramal de Bauru (Estrada de Ferro Sorocabana), sendo as ferrovias operadas atualmente pela Rumo Malha Oeste.

### Topografia
Ponto mais alto da região, possui clima ameno com temperaturas baixas.

## Serviços públicos

### Administração
- Subprefeitura de Rubião Júnior[12].

### Registro civil
Atualmente é feito no próprio distrito, pois o Cartório de Registro Civil das Pessoas Naturais do distrito ainda continua ativo.

### Educação
- CEI João Rosseto[15]
- EMEF Francisco Ferrari Marins[16]

Ensino superior

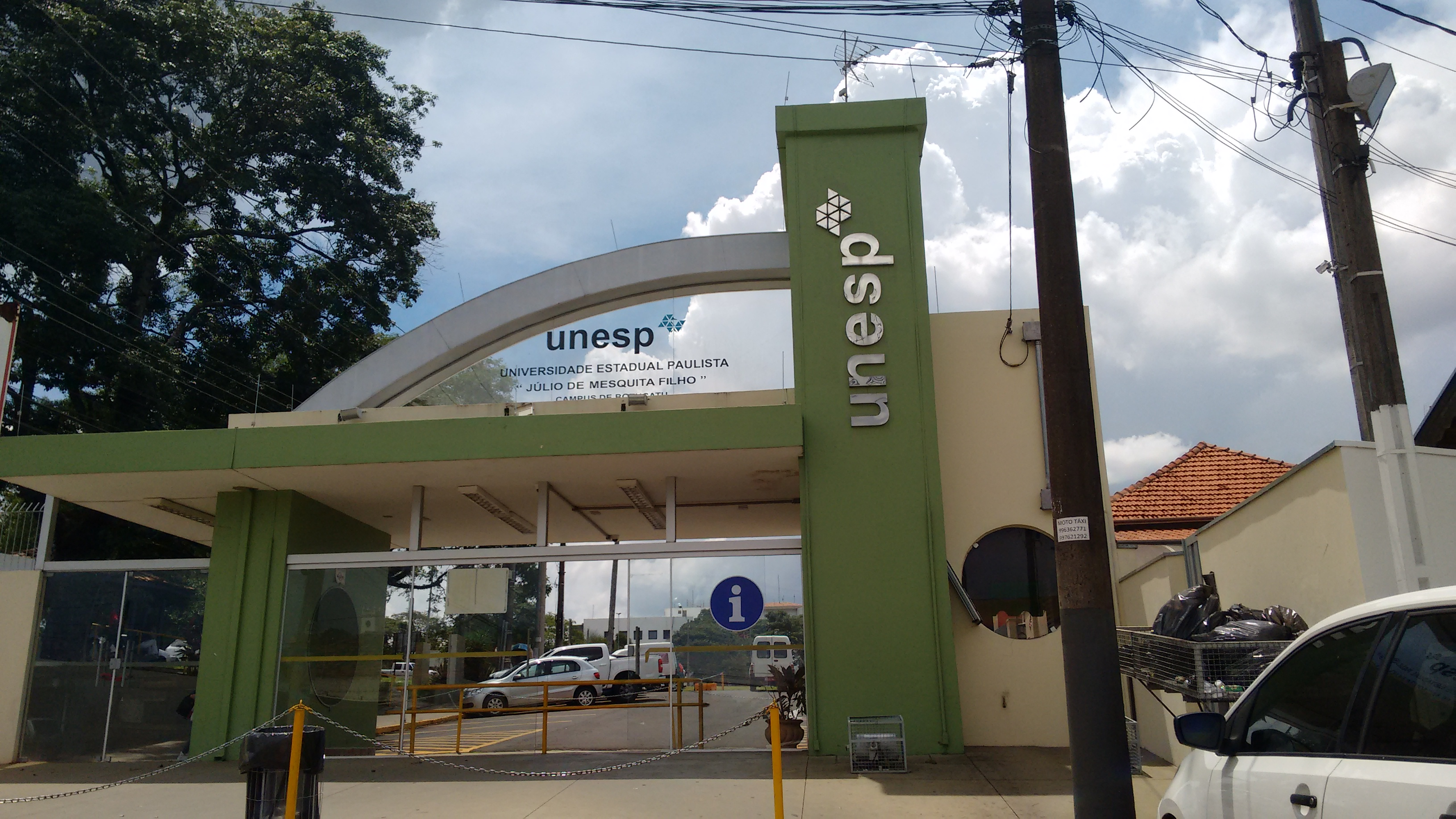
Campus da UNESP.

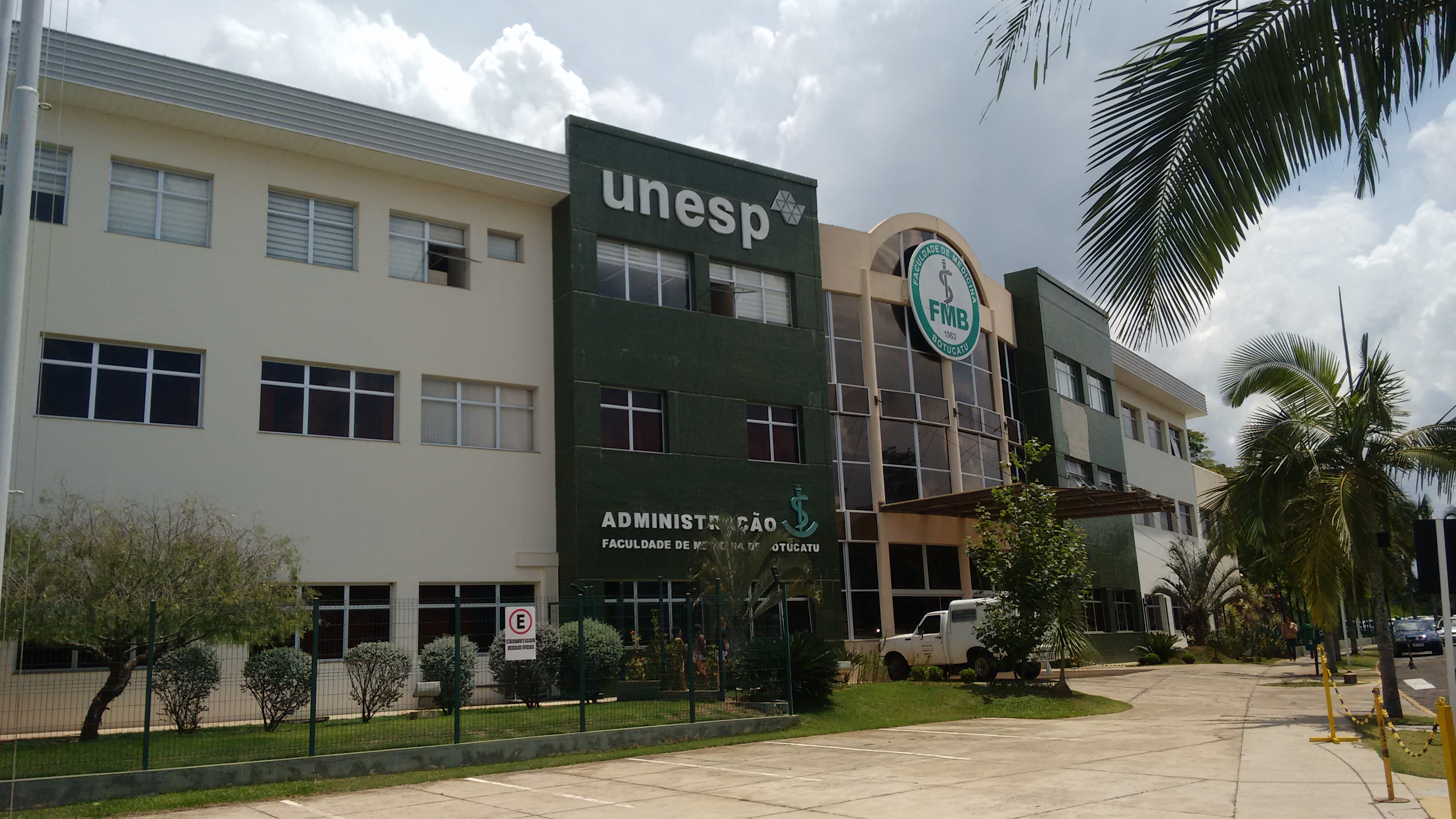
Campus da UNESP (Faculdade de Medicina).

O distrito abriga o Campus de Botucatu da Universidade Estadual Paulista "Júlio de Mesquita Filho" (UNESP). Nele encontram-se instalados a Faculdade de Medicina de Botucatu e o Hospital das Clínicas de Botucatu.

### Saúde
- USF Rubião Júnior[18]

### Transportes
O transporte coletivo urbano é feito pela Reta Rápido Transporte, com várias linhas que atendem tanto o distrito como o Campus da UNESP.

### Saneamento
O serviço de abastecimento de água é feito pela Companhia de Saneamento Básico do Estado de São Paulo (SABESP).

### Energia
A responsável pelo abastecimento de energia elétrica é a CPFL Paulista, distribuidora do Grupo CPFL Energia.

### Telecomunicações
O distrito era atendido pela Telecomunicações de São Paulo (TELESP) através da central telefônica de Botucatu. Em 1998 esta empresa foi vendida para a Telefônica, que em 2012 adotou a marca Vivo para suas operações.

## Atrações turísticas

### Mirante de Rubião Júnior

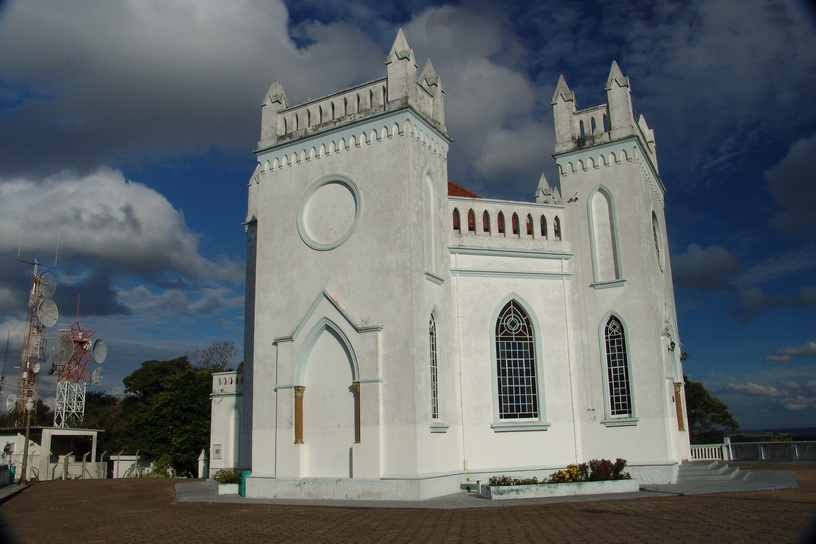
Igreja do mirante.

Localizado a 920 metros de altitude, do mirante do morro de Rubião Júnior é possível ver a cidade de Botucatu inteira, numa perspectiva totalmente diferente. O morro de Rubião Junior ficou conhecido pela sua proximidade com a estrada de ferro, com a estação ferroviária situada entre o ponto turístico e o Campus da UNESP.
Além do mirante, o local possui uma série de formações rochosas e a tradicional Igreja de Santo Antônio, cujo desenho arquitetônico lembra um prédio medieval.
A igreja foi construída na década de 20, sendo preciso dinamitar o morro onde está a igreja, para tornar o seu topo plano, e o carregamento de materiais foi no lombo de burros e em carroças. A construção durou oito anos, sendo inaugurada em 1932.

## Religião
O Cristianismo se faz presente no distrito da seguinte forma:

### Igreja Católica
- A igreja faz parte da Arquidiocese de Botucatu[28].

### Igrejas Evangélicas
- Congregação Cristã no Brasil[29].